# Робна кућа Грмија
Робна кућа „Грмија” је била једна од првих модерних тржних центара у Приштини. Зграда робне куће се налази у Видовданској улици (бивши назив Маршала Тита) у центру Приштине преко пута хотела „Косовски божур” и Народног позоришта у Приштини.

## Историја
Зграда робне куће је једна у низу од објеката који је изграђен на месту првобитне старе чаршије у којој су се налазиле двоспратне куће у османском стилу са комерцијалним приземљем и грађевине са почетка 20. века подигнуте под утицајем запада. Стара чаршија је уништена педесетих година 20. века због плана модернизације града који је донешен 1947. године.
Пројектована 1970. године од стране архитекте Љиљане Рашевски, робна кућа „Грмија” је отворена 1972. године као први тржни центар ове врсте у Приштини, и један од неколико пројеката у Приштини који су дизајнирали жене. Зграда има велики значај у културном наслеђу, јер представља једну од првих модерних зграда на Косову и Метохији. Отварање робне куће је означило велику промену у начину на који се трговина обављала на Косову и Метохији.
За време НАТО агресије на СР Југославију зграда је претрпела оштећења.
Након рата на Косову и Метохији, управљање робном кућом је преузео УНМИК преко косовске Агенције за имовину која је формирана на основу уредбе УНМИК-а.
2002. године зграда је реконструисана, а након 2008. године самопроглашени косовски органи власти су је користили за своје потребе.

## Архитектура
Од укупне површине објекта од 8.500 m², 4.500 m² унутрашњег слободног типа су изведене као простор за трговину, што је представљало прву врсту такве типологије у граду. Исто тако је била прва зграда која је поседовала покретне електричне степенице – ескалатор, што је представљало праву атракцију. Осим простора за трговину, објекат је пружао и богат рекреативни садржај. У везном елементу између приземља и првог спрата био је смештен ресторан који се повезује са свечаном салом за модне ревије и сличне манифестације. Самопослуга од 750 m² је делимично била укопана у терен због постојећег терена. У одвојени блок спратности П+5 је била смештена администрација. Целокупни садржај објекта, осим администрације, је био рационално смештен унутар једне коцке од армираног бетона која са две фасаде гледа према тргу; два горња спрата су обложена металном фасадом рашчлањеном динамичном коцкастом структуром од 15x15 cm што визуелно олакшава масивност чистог волумена без иједног отвора. Приземни спрат је потпуно био провидан што функционално пружа бољу комуникацију са тргом и где је сав унутрашњи садржај окренут ка тргу, док посматрајући са естетске стране, читав двоспратни волумен изнад провидних стаклених зидова давао је утисак лакоће масивног волумена који стоји у ваздуху. Остале две фасаде су од натур бетона што давало облицима додатну монументалност.
Исте године када је и пројектован објекат, за исту локацију, постојао је још један идејни пројекат ауторке Љиљане Бабић, што указује да је, највероватније, за зграду био организован архитектонски конкурс позивног карактера. Ова варијанта се у програму не разликује много од прве, што додатно потврђује да су биле у оквиру истог архитектонског програма али су код архитектонске интерпретације имале потпуно другачији приступ. Уместо смирености и јединствених облика које је користила Рашевска, Љиљана Бабић се усудила да приступи динамичности форми кроз експресивност ситних композиционих елемената што је био и њен основни архитектонски језик за обликовање ове зграде.
Реконструкција објекта и промена његове намене у аудиторијум, галерију, изложбен простор и ресторан најављена је 2021. године.